# Eiskunstlauf-Weltmeisterschaften 1933
Die 31. Eiskunstlauf-Weltmeisterschaften fanden für die Damen- und Paarkonkurrenz am 11. und 12. Februar 1933 in Stockholm (Schweden) und für die Herrenkonkurrenz am 18. und 19. Februar 1933 in Zürich (Schweiz) statt.

## Ergebnisse

### Herren
| Platz | Sportler          | Land             |
| ----- | ----------------- | ---------------- |
| 1     | Karl Schäfer      | Österreich       |
| 2     | Ernst Baier       | Deutsches Reich  |
| 3     | Marcus Nikkanen   | Finnland         |
| 4     | Erich Erdös       | Österreich       |
| 5     | Herbert Haertel   | Deutsches Reich  |
| 6     | Edi Scholdan      | Österreich       |
| 7     | Rudolf Praznovsky | Tschechoslowakei |
| 8     | Edwin Keller      | Schweiz          |
| 9     | Jean Henrion      | Frankreich       |
| 10    | Othmar Jordi      | Schweiz          |

Punktrichter waren:
- Kurt Dannenberg  Deutsches Reich
- Hans Günauer  Österreich
- H. Martineau  Vereinigtes Königreich
- Ch. Sabouret  Frankreich
- A. Steinmann  Schweiz

### Damen
| Platz | Sportlerin         | Land                   |
| ----- | ------------------ | ---------------------- |
| 1     | Sonja Henie        | Norwegen               |
| 2     | Vivi-Anne Hultén   | Schweden               |
| 3     | Hilde Holovsky     | Österreich             |
| 4     | Megan Taylor       | Vereinigtes Königreich |
| 5     | Cecilia Colledge   | Vereinigtes Königreich |
| 6     | Liselotte Landbeck | Österreich             |
| 7     | Nanna Egedius      | Norwegen               |
| 8     | Yvonne de Ligne    | Belgien                |
| 9     | Erna Andersen      | Norwegen               |

Punktrichter waren:
- A. Anderberg  Schweden
- Otto Bohatsch  Österreich
- B. Börjeson  Norwegen
- Walter Jakobsson  Finnland
- C. L. Wilson  Vereinigtes Königreich

### Paare
| Platz | Sportler                            | Land       |
| ----- | ----------------------------------- | ---------- |
| 1     | Emília Rotter / László Szollás      | Ungarn     |
| 2     | Idi Papez / Karl Zwack              | Österreich |
| 3     | Randi Bakke / Christen Christensen  | Norwegen   |
| 4     | Anna-Lisa Rydquist / Einar Törsleff | Schweden   |
| 5     | Dagmar von Kothen / Fred Ericson    | Schweden   |

Punktrichter waren:
- Otto Bohatsch  Österreich
- B. Börjeson  Norwegen
- H. J. Clarke  Vereinigtes Königreich
- Tore Monthander  Schweden
- Andor Szende  Ungarn

## Medaillenspiegel
| Platz | Land            | Gold | Silber | Bronze | Gesamt |
| ----- | --------------- | ---- | ------ | ------ | ------ |
| 1     | Österreich      | 1    | 1      | 1      | 3      |
| 2     | Norwegen        | 1    | –      | 1      | 2      |
| 3     | Ungarn          | 1    | –      | –      | 1      |
| 4     | Deutsches Reich | –    | 1      | –      | 1      |
| 4     | Schweden        | –    | 1      | –      | 1      |
| 6     | Finnland        | –    | –      | 1      | 1      |